# Andrena camellia
Andrena camellia är en biart som beskrevs av Wu 1977. Andrena camellia ingår i släktet sandbin, och familjen grävbin. Inga underarter finns listade i Catalogue of Life.